# Hasley Canyon (Californie)
Hasley Canyon est une census-designated place du comté de Los Angeles, dans l'État de Californie, aux États-Unis,. En 2020, elle compte une population de 1 036 habitants.